# Clinopodium austro-osseticum
Clinopodium austro-osseticum — вид квіткових рослин з родини глухокропивових (Lamiaceae).

## Біоморфологічна характеристика
Рослина ≈ 30 см заввишки, темно-зелена. Стебла прямовисні, в основі висхідні, прості або слабо гілкуються, добре облистяні, запушені по двох протилежних гранях дугоподібно вниз зігнутими волосками; верхівки стебел несуть 1–3 псевдокільця суцвіть. Добре виражений листовий диморфізм: від широко-яйцюватих нижніх листків до ланцетних присуцвітних. Серединні листки вузько-яйцюваті, в основі округлі, по краю тупозубчасті, з короткою ніжкою. Суцвіття нещільні, 18–22 мм у діаметрі (без віночків), з 6–9 квітками в напівкільці. Чашечка слабо вигнута, 7–8 мм у довжину, запушена; верхні зубці ≈ 2 мм завдовжки, шилоподібно загострені, нижні — 3.5–4 мм завдовжки. Віночок темно-рожевий, 16–18 мм завдовжки, у 2–2.5 рази довший за чашечки, його трубка далеко виставляється з чашечки. Квітує у липні.

## Поширення
Ендемік Південної Осетії, Грузія.